# Anna Komorowska
Pour les articles homonymes, voir Komorowska.
Anna Dembowska, épouse Komorowska, née Dziadzia le 11 mai 1953, à Varsovie (Pologne), est l'épouse de Bronisław Komorowski, président de la République de Pologne de 2010 à 2015. Elle était, à ce titre, présentée comme la Première dame de Pologne.

## Biographie
Anna Dziadzia est le premier enfant de Józefa Deptuła et de Jan Dziadzia ; la mère d'Anna, Józefa, naquit de parents juifs. C'est en 1954 que la famille délaisse son nom de famille pour le patronyme Dembowski ; la sœur cadette d'Anna, Elżbieta, fut le premier enfant né Dembowski.
Après avoir fréquenté le lycée Tadeusz Rejtan de Varsovie, Anna Dembowska sort diplômée de l'université de Varsovie en philologie classique, en 1977 ; la même année, elle épouse Bronisław Komorowski, historien de profession, auquel elle donne cinq enfants : Zofia Aleksandra (1979), Tadeusz Jan (1981), Maria Anna (1983), Piotr Zygmunt (1986) et enfin Elżbieta Jadwiga (1989).
Professeur de latin, Anna Komorowska se fit connaître des Polonais lors de la campagne présidentielle de son époux, candidat à la présidence de la République de Pologne. Depuis l'élection de celui-ci, elle est présentée comme la première dame de Pologne, accompagnant le chef de l'État pour diverses occasions officielles. Le couple Komorowski vit au palais du Belvédère, la résidence présidentielle de Varsovie.
Au mois de février 2015, son mari déclare sa candidature à sa propre succession. Anna Komorowska participe une nouvelle fois à la campagne présidentielle de son époux, animant surtout des réunions publiques et accordant à la presse de nombreux entretiens. Finalement, le 24 mai 2015, Komorowski est défait par le candidat conservateur, Andrzej Duda, qui est investi président le 6 août suivant.
Le 12 avril 2016, Anna Komorowska joint sa signature à celles de Danuta Wałęsa et de Jolanta Kwaśniewska dans une lettre ouverte dénonçant un projet de loi interdisant presque totalement l'avortement, les trois anciennes première dames faisant part de leur « grande inquiétude » au sujet de cette initiative émanant du parti conservateur au pouvoir, Droit et justice, dont est issu l'actuel chef de l'État, Andrzej Duda,.

## Distinctions
- Chevalier grand-croix de l'ordre du Mérite de la République italienne le 10 juin 2012[3]
- Élevée à la dignité de grand officier de l'ordre de Saint-Charles par le prince Albert II de Monaco le 17 octobre 2012[4] (le même jour que son époux Bronisław Komorowski, président de la République de Pologne)